# Weslley Smith Alves Feitosa
Weslley Smith Alves Feitosa (* 21. April 1992 in Uruçuí), auch Weslley genannt, ist ein brasilianischer Fußballspieler.

## Karriere
Weslleys Karriere startete 2010 bei EC Primavera. Anschließend stand er bis 2013 bei Corinthians São Paulo im brasilianischen São Paulo unter Vertrag. Die Saison 2011 wurde er an den brasilianischen Klub AA Flamengo aus Guarulhos sowie an das südkoreanische Fußballfranchise Chunnam Dragons ausgeliehen. Mit dem Franchise aus Gwangyang spielte er in der ersten Liga, der K League. 2012 spielte er ebenfalls auf Leihbasis beim südkoreanischen Erstligisten Gangwon FC in Gangwon-do. Die Chunnam Dragons liehen ihn wieder die Saison 2013 aus. 2014 spielte er wieder in seinem Heimatland beim CA Linense in Lins. Busan IPark, ein Erstligist aus Südkorea, nahm ihn die Saison 2015 unter Vertrag. Am Ende der Saison musste der Verein in die zweite Liga absteigen. Nach dem Abstieg verließ er Südkorea und wechselte nach Thailand. Hier unterschrieb er einen Vertrag bei Buriram United. Der Verein aus Buriram spielte in der höchsten thailändischen Liga, der Thai Premier League. Für Buriram bestritt er dreizehn Spiele in der Hinrunde. Ab Mitte 2016 wurde er an den japanischen Klub Shonan Bellmare ausgeliehen. Mit dem Klub aus Hiratsuka spielte er in der ersten japanischen Liga, der J1 League. Am Ende der Saison stieg er mit Shonan in die zweite Liga ab. 2017 zog es ihn wieder nach Südkorea, wo er einen Vertrag bei Incheon United unterschrieb. Dort spielte er 27-mal für den Erstligisten. Dann war er von Januar 2018 bis Oktober 2020 vereinslos, ehe er sich in seiner Heimat Ríver AC anschloss. Dort war er bis zum Saisonende aktiv und wechselte dann kurzzeitig weiter zum Sampaio Corrêa FC, wo er die Staatsmeisterschaft von Maranhão gewann. Von Juni 2021 bis April 2022 spielte er für den América FC in der viertklassigen Série D. Am 15. April 2022 ging er nach China, wo er sich dem Zweitligisten Jiangxi Beidamen FC anschloss.

## Erfolge
- Staatsmeisterschaft von Maranhão: 2021